# Ганс-Георг Мюллер
Ганс-Георг Мюллер (нім. Hans-Georg Müller; 15 жовтня 1922, Пермауерн — 18 вересня 2018, Дельменгорст) — німецький офіцер-підводник, оберлейтенант-цур-зее крігсмаріне.

## Біографія
23 вересня 1940 року вступив на флот. З 27 вересня 1941 по 28 березня 1942 року пройшов практику вахтового офіцера на підводних човнаї, з 29 березня по 28 вересня — курс підводника, з 29 вересня по грудень — курс командира взводу. З 9 грудня 1942 по лютий 1943 року — 2-й вахтовий офіцер на підводному човні U-276. В березні 1943 року переданий в розпорядження 29-ї флотилії. З 15 березня 1943 року — 2-й, з 12 липня 1943 року — 1-й вахтовий офіцер на U-596, на якому взяв участь у шести походах, під час яких були потоплені 10 кораблів загальною водотоннажністю 30 769 тонн. 1-15 квітня 1944 року пройшов курс позиціонування (радіовимірювальні прилади), з 16 квітня по 31 травня — курс командира човна. В червні 1944 року переданий в розпорядження 1-ї роти підводного озброєння 21-ї флотилії. В жовтні 1944 року направлений на будівництво U-2349. З 11 грудня 1944 року — командир U-2349. 5 травня 1945 року наказав затопити човен в рамках операції «Регенбоген». 8 травня 1945 року взятий в полон британськими військами.

## Звання
- Кандидат в офіцери (23 вересня 1940)
- Морський кадет (1 лютого 1941)
- Фенріх-цур-зее (1 серпня 1941)
- Оберфенріх-цур-зее (1 липня 1942)
- Лейтенант-цур-зее (1 січня 1943)
- Оберлейтенант-цур-зее (1 жовтня 1944)

## Нагороди
- Нагрудний знак підводника (16 квітня 1943)
- Залізний хрест
  - 2-го класу (вересень 1943)
  - 1-го класу (березень 1944)